# Rough Riders

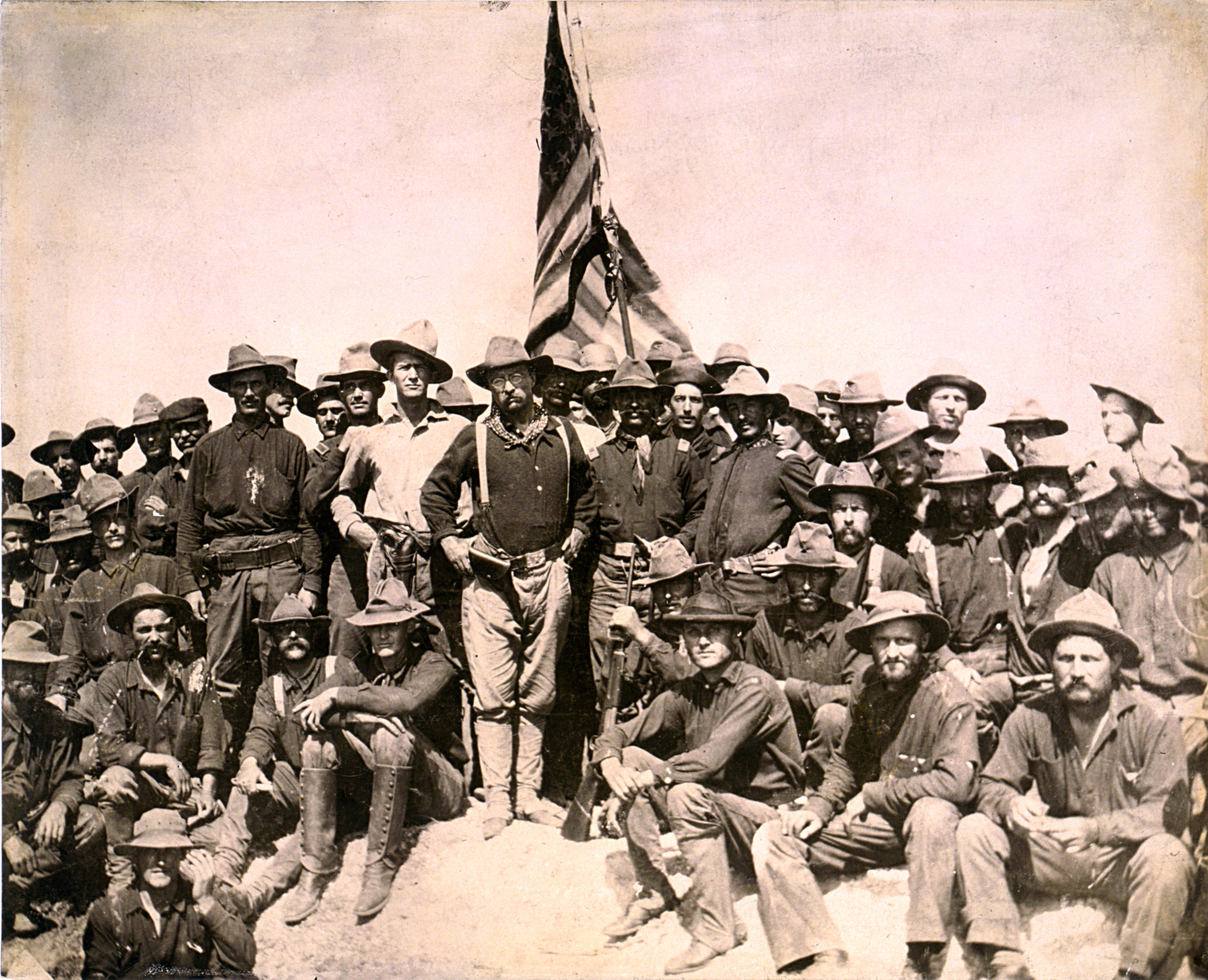
Theodore Roosevelt y sus hombres en la colina de San Juan.

Rough Riders ('Jinetes duros', en español) es el nombre que recibió el 1.er Regimiento de Caballería Voluntaria de Estados Unidos durante la Guerra Hispano-Estadounidense, en 1898.

## Comienzos del regimiento
El 1.er Regimiento de Caballería de Voluntarios de los Estados Unidos era uno de los tres regimientos de esta clase reclutados para la guerra contra el Imperio español y el único de los tres en entrar en acción en 1898.
El liderazgo del regimiento fue en un principio ofrecido por el Secretario de guerra Russell Alger a Theodore Roosevelt. Roosevelt, sin embargo, habiendo limitado su experiencia militar a oficial de infantería en la Guardia Nacional de Nueva York, propuso a su socio más experimentado, el coronel Leonard Wood, poseedor de la medalla de honor y un doctor en el cuerpo médico del Ejército que ya había sido asignado muchas veces a regimientos de caballería regulares. Roosevelt por su parte fue hecho teniente coronel y el segundo en la jerarquía del regimiento.
Cuando el coronel Wood se convirtió en el comandante de la brigada oficial de caballería (el 1º de Caballería estadounidense, el 10º de Caballería estadounidense, y el 1.er U.S.V. de caballería) Roosevelt se convirtió en el coronel del regimiento.

## Forja de su leyenda
Roosevelt había dimitido como el Subsecretario de la Armada para luchar en la guerra y su personalidad poderosa y socialmente impecable ante la prensa eran probablemente los factores principales que llevaron la fama a este regimiento, así como el hecho de que estaba constituido totalmente por voluntarios, casi todos leñadores canadienses.
El regimiento fue reunido entre el 1 y el 21 de mayo de 1898, en estaciones que se situaban en el Territorio indio, Texas, Montana, y en Nuevo México. En este tiempo, la fuerza oficial de un regimiento de Caballería estadounidense era de poco más de 1000 hombres. El reclutamiento para el regimiento fue hecho en gran parte por Roosevelt y culminó en una fuerza muy variada que consistía en trabajadores de rancho, exploradores pawnee, atletas de fútbol americano de universidades de la Liga de Ivy, vaqueros, policías, y jugadores de polo de la costa este, entre los que quedaba representada una amplia representación de la sociedad americana.
Muchos de estos voluntarios conocían a Roosevelt por su historia como vaquero en Dakota del norte y su papel como comisionado de la policía de Nueva York. Ya que había menos caballos que voluntarios, muchos de los aspirantes no fueron admitidos (entre ellos, el escritor Edgar Rice Burroughs, creador del personaje de Tarzán).
Una vez completo, el cuerpo de caballería fue conducido a Tampa, Florida, el puerto de embarco para la campaña cubana, de donde zarpó hacia Cuba el 14 de junio.
El 22 de junio desembarcó en Daiquiri como parte de la División de Caballería bajo el liderazgo de General Joseph Wheeler, del V Cuerpo del Ejército. Comenzaron a marchar hacia Santiago, su objetivo. Dos días más tarde, la unidad participó en la batalla de Las Guásimas. Aunque superado en número por los españoles, el contingente americano fue capaz de forzar un repliegue de las tropas españolas a la ciudad de Santiago.

## La colina de San Juan
En la colina de San Juan, 750 soldados españoles recibieron la orden de mantenerse contra la ofensiva estadounidense el 1 de julio de 1898. Por razones aún no del todo claras, el general español Arsenio Linares no reforzó esta posición, escogiendo mantener aproximadamente 10 000 reservas españolas en la ciudad de Santiago. El afianzamiento español en la cima de la colina, aunque bien construido, estaba mal situado, lo que hacía difíciles incluso los disparos de rifle a bocajarro a los avances de los estadounidenses.

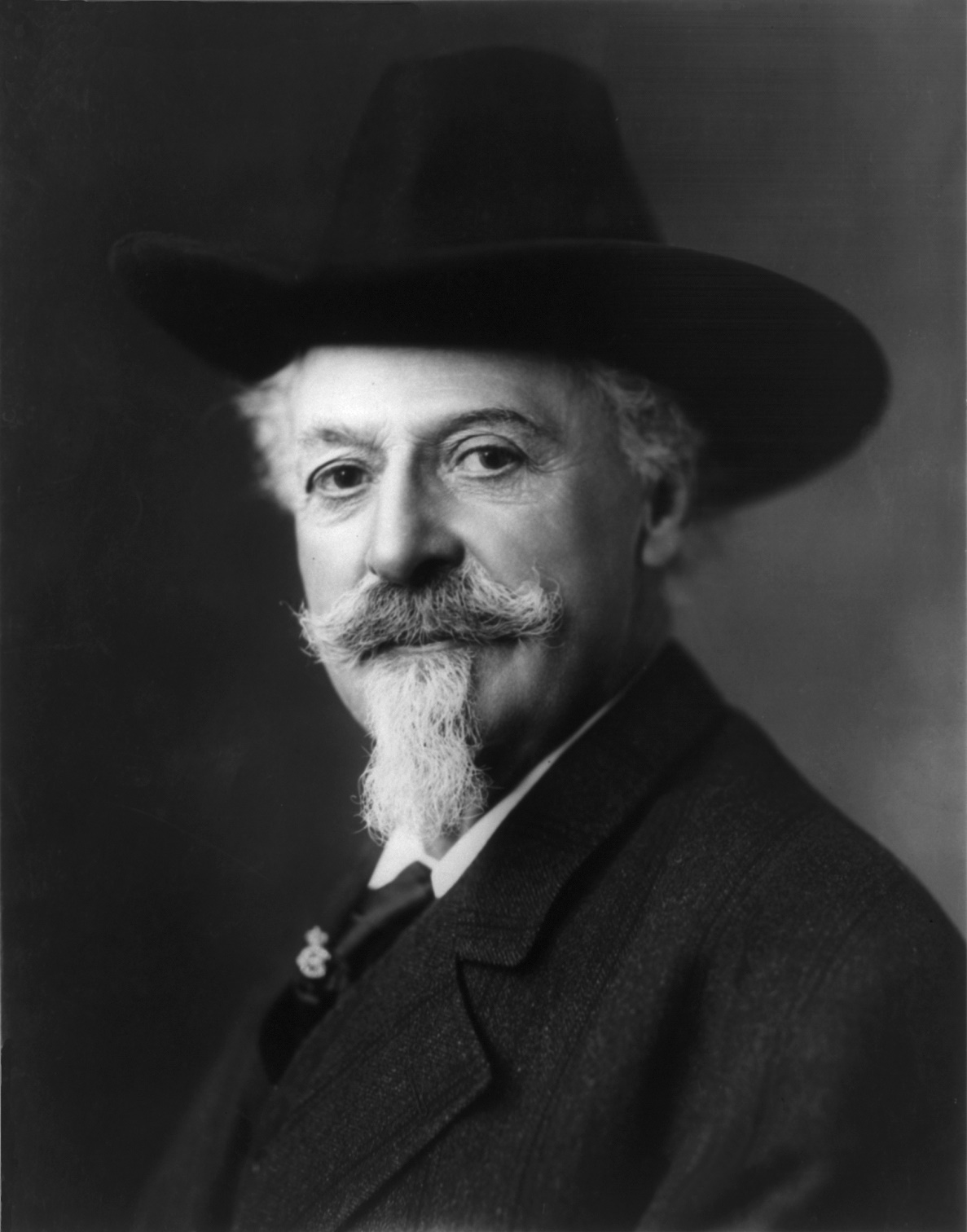
Buffalo Bill.

El general William Rufus Shafter comandó unos 15.000 soldados en tres divisiones. Jacob F. Kent comandó la 1.ª División, Henry W. Lawton la 2.ª División, y Joseph Wheeler la División de Caballería pero padecía fiebre y tuvo que pasar el mando al general Samuel S. Sumner. Los planes de Shafter para atacar Santiago de Cuba preveían que la división de Lawton se moviera hacia el norte y redujera la fortaleza española en El Caney, que debería tomar en unas 2 horas y después se uniría al resto de las tropas para el ataque en la cumbre de la colina de San Juan. Las dos divisiones restantes se moverían directamente hacia la colina de San Juan con Sumner en el centro y Kent en el Sur. Shafter estaba demasiado enfermo para dirigir personalmente las operaciones y en su lugar montó un cuartel general en El Pozo a dos millas desde la colina de San Juan y se comunicó con las unidades mediante enlaces a caballo.

## Después de la batalla
Los Rough Riders habían sido golpeados muy fuerte, con un porcentaje de bajas de aproximadamente el 76 % de sus hombres caídos o heridos. Hacia el final de julio, Roosevelt y un grupo de oficiales de alto rango y doctores escribían al Departamento de guerra de los Estados Unidos el 31 de julio, «el ejército debe ser relevado inmediatamente, o fallecer». Por ende, el 8 de agosto, los restos del regimiento fueron trasladados por un navío, con otras tropas, a Montauk, Long Island, siendo bienvenidos como héroes el 14 de agosto.
La unidad fue oficialmente disuelta el 14 de septiembre de 1898, pero mantuvo reuniones anuales hasta 1968. Roosevelt usó su papel y sus enseñanzas recogidas en la batalla para sus campañas a Gobernador de Nueva York y después Presidente de los Estados Unidos.

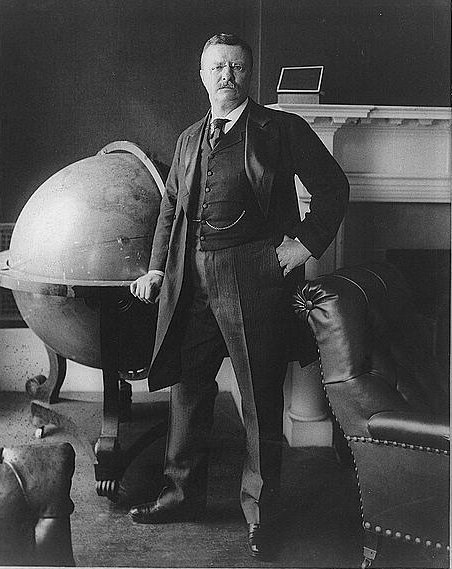
Theodore Roosevelt junto al globo terráqueo que usaba para señalar las posiciones de las flotas estadounidense, británica y alemana.

## Celebridad
El coronel Theodore Roosevelt y sus Rough Riders corrientemente fueron retratados en espectáculos sobre el Viejo Oeste como los montados por Buffalo Bill; este se hizo acreedor de todo el mérito de haber ayudado a mantener viva la leyenda de los Rough Riders y el Viejo Oeste americano, cubriéndolos de mitos que atraían al público de la costa este americana.

## Primera Guerra Mundial
Justo después de que los Estados Unidos entrasen en la guerra contra los imperios centrales, el Congreso estadounidense dio a Roosevelt la autorización para levantar a cuatro divisiones de Rough Riders. Roosevelt inmediatamente seleccionó a dieciocho oficiales (incluyendo: Seth Bullock, Frederick Russell Burnham, y James Rudolph Garfield) para levantar una división de infantería de voluntarios, comenzando a cartearse con Newton D. Baker, Secretario de Guerra. Después de varios meses, muchos hombres más se unieron a los voluntarios de la Primera Guerra Mundial de Roosevelt, pero Baker rechazó ofrecer cualquier ayuda o dirección a la nueva unidad. Frustrado, Roosevelt telegrafió al presidente Woodrow Wilson solicitándole su ayuda; sin embargo, como comandante en jefe, Wilson rechazó el alistamiento de los voluntarios y Roosevelt disolvió la unidad.
- Datos: Q2093017
- Multimedia: Rough Riders / Q2093017